# Georg Brandes aan de universiteit van Kopenhagen
Georg Brandes ved universitetet i København (Nederlands: Georg Brandes aan de universiteit van Kopenhagen) is een schilderij van de Deense kunstschilder Harald Slott-Møller uit 1889, olieverf op doek, 92,1 x 81 centimeter groot. Het toont de Deense schrijver, denker en literatuurcriticus Georg Brandes op het spreekgestoelte van de Universiteit van Kopenhagen. Het schilderij bevindt zich thans in het Detroit Institute of Arts in Detroit.

## Brandes
Brandes was een voorvechter van naturalistische en realistische kunst, hetgeen in Denemarken aan het einde van de 19e eeuw als sterk vernieuwend gold, te zien als reactie op de romantiek en klassieke academische kunst. Gestreefd werd naar een getrouwe weergave van de werkelijkheid en die moest vooral niet mooier worden gemaakt dan ze was.
Brandes speelde vooral een centrale rol in de Scandinavische letteren van die tijd en was de drijvende kracht achter de literaire beweging De Moderne Doorbraak. De ideeën van De Moderne Doorbraak drongen echter niet alleen in de literatuur door, maar ook in de schilderkunst. Slott-Møller, die persoonlijk bevriend was met Brandes, werd in de jaren 1880 gezien als een  belangrijke exponent daarvan. Zijn portret van Brandes aan de Universiteit van Kopenhagen uit 1889 luidde echter, ironisch genoeg, een overgang in naar een meer individuele stijl, met meer aandacht voor esthetiek en symboliek.

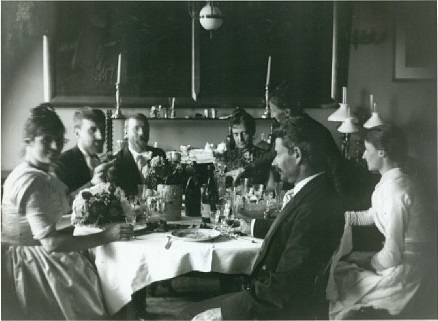
Brandes (2e van rechts) te gast bij Agnes en Harald Slott-Møller (beiden links), 1889.

## Afbeelding
In Georg Brandes aan de universiteit van Kopenhagen toont Slott-Møller zijn goede vriend terwijl hij een lezing geeft aan de universiteit, met zijn linkerarm op het spreekgestoelte. Hij portretteert hem in een strak opgebouwd en sober decor, met veel rechthoeken. Het zwarte bord, het donkerbruine spreekgestoelte en Brandes' zwarte jasje en donkere haar, contrasteren sterk met de beige muur, het parelwitte overhemd en het licht van de twee lampen.
In deze bewuste aandacht voor de compositie week Slott-Møller voor het eerst duidelijk af van de door Brandes verkondigde principes, welke bewust gecreëerde ordening afwees en streefde naar een compleetheid die in dit portret opzichtig afwezig is. Slott-Møller koos in zijn portret nadrukkelijk voor een persoonlijke visuele taal, gedomineerd door detail, symboliek en een nieuwe esthetiek, met oprechte aandacht voor de individuele psychologie, waarbij de nietzschiaanse levenshouding van Brandes bijna voelbaar is. Het werk is te beschouwen als een hommage aan zijn grote vriend, maar tegelijkertijd als een soort van afscheid van diens ideeën, teneinde een eigen onafhankelijke weg te kunnen inslaan.

## Historie
Georg Brandes aan de universiteit van Kopenhagen hing lange tijd als een soort icoon in de centrale hal van Det Kongelige Bibliotek, de grote nationale bibliotheek van Denemarken. In 1991 werd het geveild bij Christie's en aangekocht door 'The Detroit Institute of Arts'. Deze verkoop leidde in de Deense literaire wereld tot onbegrip en verontwaardiging.